# Steglitz-Zehlendorf
Steglitz-Zehlendorf is een van de 12 districten (Verwaltungsbezirke) van Berlijn. Steglitz-Zehlendorf is gelegen in het zuidwesten van de stad. Het district ontstond in 2001 door samenvoeging van de toenmalige districten Steglitz en Zehlendorf. Het district is gelegen in de Teltow (streek).
Het district Steglitz-Zehlendorf bestaat uit de stadsdelen Steglitz, Lichterfelde, Lankwitz, Zehlendorf, Dahlem, Nikolassee en Wannsee.

## Politiek
Samenstelling districtsraad
Dahlem ·
Lankwitz ·
Lichterfelde ·
Nikolassee ·
Schlachtensee ·
Steglitz ·
Wannsee ·
Zehlendorf
Charlottenburg-Wilmersdorf · 
Friedrichshain-Kreuzberg ·
Lichtenberg ·
Marzahn-Hellersdorf ·
Mitte ·
Neukölln ·
Pankow ·
Reinickendorf ·
Spandau ·
Steglitz-Zehlendorf ·
Tempelhof-Schöneberg ·
Treptow-Köpenick